# Figulus seychellensis
Figulus seychellensis es una especie de coleóptero de la familia Lucanidae.

## Distribución geográfica
Habita en las islas Seychelles.